# The Campbell Playhouse (serial radiofonic)
The Campbell Playhouse a fost un serial-antologie difuzat în perioada 1938-1940 de postul de radio CBS și care a fost regizat și interpretat de Orson Welles. Produs de Welles și John Houseman, el a fost o continuare sponsorizată a serialului The Mercury Theatre on the Air. Serialul conținea adaptări cu o durată de oră a unor piese clasice și romane, precum și adaptări ale unor filme populare.
Când Welles a părăsit serialul la sfârșitul celui de-al doilea sezon, The Campbell Playhouse și-a schimbat formatul într-un serial săptămânal cu episoade de 30 minute care a mai fost difuzat încă un sezon (1940-1941).

## Producție

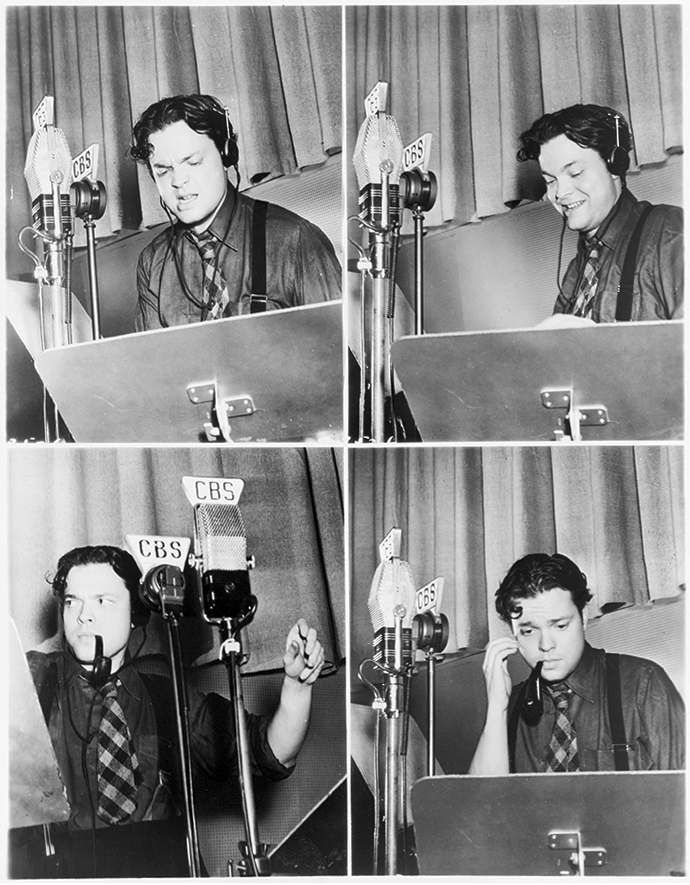
Orson Welles în timpul unei repetiții pentru The Campbell Playhouse (decembrie 1938)

Ca un rezultat direct al titlurilor de primă pagină generate de dramatizarea radiofonică a romanului The War of the Worlds realizată în 1938 de Orson Welles, compania Campbell Soup a acceptat să devină sponsor. Serialul Mercury Theatre on the Air a fost difuzat pentru ultima oară în 4 decembrie 1938, iar The Campbell Playhouse a început pe 9 decembrie 1938.
Serialul a debutat cu adaptarea realizată de Welles a romanului Rebecca (1938), cu Margaret Sullavan și Mildred Natwick în rolurile principale. Această dramatizare radiofonică a fost prima adaptare a romanului lui Daphne du Maurier; autoarea a fost intervievată în direct de la Londra la încheierea emisiunii.
Bernard Herrmann a avut timp să compună o coloană sonoră completă pentru „Rebecca”. „A fost ceva absolut frumos”, a spus producătorul asociat Paul Stewart, „și a fost prima dată când am înțeles că Benny era ceva mai mult decât un tip care putea scrie piese muzicale”. Herrmann a folosit ulterior tema principală a filmului ca bază a muzicii sale pentru filmul Jane Eyre.:67
Deși personalul artistic a rămas același, spectacolul a avut un aspect diferit ca urmare a implicării sponsorului. Actorii serialului Mercury au fost eliberați de obligația de a juca roluri secundare în noul serial. A apărut, de asemenea, o ruptură artistică din ce în ce mai mare între Welles, care profita de avantajele notorietății sale dobândite în urma spectacolului din seara de Halloween, și Houseman, care a devenit mai degrabă un angajat decât un partener. Houseman a lucrat în principal ca redactor supervizor al spectacolelor radiofonice.:88
Howard E. Koch a lucrat ca scenarist al serialului până la episodul „The Glass Key” (10 martie 1939), când a plecat la Hollywood. El a fost urmat de Howard Teichmann, care a scris scenariile dramatizărilor timp de doi ani.:175–176
După semnarea unui contract de film cu RKO în august 1939, Welles a făcut naveta de la Hollywood la New York pentru două episoade duminicale ale serialului The Campbell Playhouse. În noiembrie 1939 producția serialului s-a mutat de la New York la Los Angeles.:353
Scenaristul Herman J. Mankiewicz a fost angajat de compania teatrală Mercury și a scris cinci episoade ale serialului Campbell Playhouse, care au fost difuzate în perioada 12 noiembrie 1939 - 17 martie 1940. Mankiewicz s-a dovedit a fi util și a colaborat cu Houseman.:240–242 Episodul „Mr. Deeds Goes to Town” include o glumă: medicul vienez căruia i s-a cerut să-l declare nebun pe Deeds este numit dr. Herman Mankiewicz.:238
După o ceartă cu privire la bani la 16 decembrie 1939, John Houseman a demisionat de la compania teatrală Mercury Theatre și s-a întors la New York.:356 Două luni mai târziu Welles l-a angajat înapoi pentru a lucra cu Mankiewicz la primul proiect cinematografic al lui Welles, Cetățeanul Kane.:356
După 20 de spectacole Campbell a început să exercite un control creativ mai strict asupra serialului The Campbell Playhouse și a avut control deplin asupra selecției poveștilor. Diana Bourbon, o funcționară cu rang executiv în cadrul agenției Ward Wheelock, a fost numită ca persoană de legătură între Welles și Campbell. Bourbon a acționat ca producător de facto și a avut frecvent dispute cu Welles cu privire la povestea dramatizată și la distribuție. O dispută notabilă a apărut după difuzarea episodului „Algiers”, care a folosit un ansamblu de sunete elaborate atent pentru a recrea atmosfera din Casbah. Întrebat de ce sunetele de pe fundal erau atât de puternice, Welles a răspuns: „Cine ți-a spus că este fundalul?”:82
Au fost alese opere literare clasice în locul mai multor opere sugerate de Welles, inclusiv Of Human Hearts; drepturile de adaptare a mai multor opere literare precum Rogue Male, La răscruce de vânturi  și The Little Foxes nu au putut fi obținute. Când contractul său cu Campbell s-a încheiat, Welles a decis să nu mai continue într-un alt sezon. „M-am săturat să am inima sfâșiată din cauza unui scenariu masacrat de cenzura radiofonică”, a spus el. După difuzarea episodului din 31 martie 1940 - o readaptare a romanului Jane Eyre, după ce dramatizarea romanului Alice Adams sugerată de Welles nu a fost acceptată — Welles și Campbell s-au despărțit în condiții amiabile.
The Campbell Playhouse a revenit la radio în 29 noiembrie 1940 ca un serial săptămânal CBS de 30 de minute care a fost difuzat pentru ultima dată pe 13 iunie 1941. Serialul a fost produs de Diana Bourbon. Accentul serialului a fost deplasat de la adaptarea romanelor și pieselor de teatru clasice către povestiri mai populare și mai ușurele, cu roluri interpretate în continuare de actori de film.

## Episoade
| Dată               | Episod                        | Note |
| ------------------ | ----------------------------- | --- |
| 9 decembrie 1938   | „Rebecca”                     | Adaptare după romanul lui Daphne du Maurier Distribuție: Orson Welles (Max de Winter), Margaret Sullavan (dna. de Winter), Mildred Natwick (dna. Danvers), Ray Collins (Frank Crawley), George Coulouris (cpt. Searle), Frank Readick (idiotul), Alfred Shirley (Frith), Eustace Wyatt (agentul de pompe funebre), Agnes Moorehead (dna. Van Hopper) Interviu cu Daphne du Maurier:348:53 Continuare sponsorizată a serialului The Mercury Theatre on the Air Prima adaptare a romanului de orice fel Muzica lui Herrmann a reprezentat sursa de inspirație pentru muzica sa din filmul Jane Eyre (1943):67                                                                                     |
| 16 decembrie 1938  | „Call It a Day”               | Adaptare după piesa lui Dodie Smith Distribuție: Orson Welles (Roger Hilton), Beatrice Lillie (Dorothy Hilton), Jane Wyatt (Catherine Hilton):348 |
| 23 decembrie 1938  | „A Christmas Carol”           | Adaptare după nuvela lui Charles Dickens Distribuție: Orson Welles (Ebenezer Scrooge), Hiram Sherman (Bob Cratchit), Brenda Forbes (dna. Cratchit), Arthur Anderson (Fantoma Crăciunului Trecut), Eustace Wyatt (Fantoma Crăciunului Prezent), Frank Readick (Fantoma Crăciunului Viitor), Alfred Shirley (Fantoma lui Marley), Joseph Cotten (Fred, nepotul lui Scrooge), Virginia Welles, ca Anna Stafford (Belle), Kingsley Colton (Tiny Tim), George Spelldon (dl. Fezziwig), Alice Frost (servitoarea), Ernest Chappell (naratorul):348:53 |
| 30 decembrie 1938  | „A Farewell to Arms”          | Adaptare după romanul lui Ernest Hemingway Distribuție: Orson Welles (Frederick Henry), Katharine Hepburn (Catherine):348 |
| 6 ianuarie 1939    | „Counsellor-at-Law”           | Adaptare după piesa lui Elmer Rice Distribuție: Orson Welles (George Simon), Aline MacMahon (Regina Gordon), Gertrude Berg (dna. Lena Simon), Lora Baxter (dna. George Simon), Arlene Francis (dna. Chapman), Ray Collins (Pete McFadden), Frank Readick (Breitstein), Joseph Cotten (Malone), Everett Sloane (Tedesco), Edgar Barrier (Baird) Remarci făcute de consilierul juridic Sam Leibowitz:349 |
| 13 ianuarie 1939   | „Mutiny on the Bounty”        | Adaptare după romanul lui Charles Nordhoff și James Norman Hall Distribuție: Orson Welles (Captain Bligh), Carl Frank (Roger Byam), Joseph Cotten (Fletcher Christian), Ray Collins (Thomas Birkitt), Frank Readick (John Fryer), Myron McCormick (James Morrison), Edgar Barrier (William Purcell), Richard Wilson (Matthew Thompson), William Alland (dl. Samuel), Memo Holt (Tehani):349 Welles a prezentat-o pe Dorothy Hall, o radioamatoare din Queens, Long Island, New York, care i-a ajutat pe cei 214 locuitori ai Insulei Pitcairn în iulie 1938 după alarma falsă de febră tifoidă care a determinat închiderea portului și lăsarea locuitorilor fără alimente și provizii medicale |
| 20 ianuarie 1939   | „The Chicken Wagon Family”    | Adaptare după romanul lui Barry Benefield Distribuție: Orson Welles (Frank Fippany), Burgess Meredith, Ray Collins (Hibbard), Frank Readick, Joseph Cotten, Agnes Moorehead, Everett Sloane, William Alland, Richard Wilson, alții:349 |
| 27 ianuarie 1939   | „I Lost My Girlish Laughter”  | Adaptare după romanul lui Jane Allen, pseudonimul Silviei Schulman, fosta secretară a lui David O. Selznick, și a prietenei ei, Jane Shore. Selznick a depus eforturi mari pentru a opri această difuzare. Distribuție: Orson Welles (Sidney Brandt), George S. Kaufman (John Tussler), Ilka Chase (Madge Lawrence), Tamara Geva (Sarya Tarn), Ray Collins (Faye), Frank Readick (Palmer), Everett Sloane (Roy), Edgar Barrier (Bruce Anders), Myron McCormick (Leland Hayward), Agnes Moorehead (Frances Smith), Joseph Cotten (Riley), William Alland (regizor asistent) Interviu cu Jane Allen:350:53                                                                                        |
| 3 februarie 1939   | „Arrowsmith”                  | Adaptare după romanul lui Sinclair Lewis Distribuție: Orson Welles (Martin Arrowsmith), Helen Hayes (Leora Arrowsmith), Ray Collins (prof. Gottlieb), Frank Readick (Sondelius), Al Swenson (Henry Novak), Effie Palmer (dna. Tozer), Everette Sloane (dl. Tozer), Carl Frank (dr. Stoups):350:54 |
| 10 februarie 1939  | „The Green Goddess”           | Adaptare după piesa lui William Archer Distribuție: Orson Welles (rajahul), Madeleine Carroll (Lucilla Crespin), Robert Speaight (Major Crespin), Ray Collins (dr. Traherne), Eustace Wyatt (Watkins):350:54 |
| 17 februarie 1939  | „Burlesque”                   | Adaptare după piesa lui Arthur Hopkins și George Manker Watters Distribuție: Orson Welles (Skid), Sam Levene (Lefty) Interviu cu Arthur Hopkins:350 |
| 24 februarie 1939  | „State Fair”                  | Adaptare după romanul lui Philip Duffield Stong Distribuție: Orson Welles (Pat), Ray Collins, alții Interviu cu Philip Stong și cu comicii Amos 'n' Andy (Freeman Gosden și Charles Correll):350 |
| 2 martie 1939      | „Royal Regiment”              | Adaptare după romanul lui Gilbert Frankau Distribuție: Orson Welles (Tom Rockingham), Mary Astor (Camilla Wethered); cu Ray Collins, Alfred Shirley, Everett Sloane, Eustace Wyatt, Howard Teichmann, alții Interviu cu Gilbert Frankau:351 |
| 10 martie 1939     | „The Glass Key”               | Adaptare după romanul lui Dashiell Hammett Distribuție: Orson Welles (Paul Madvig), Paul Stewart (Ned Beaumont), Ray Collins (Shad O'Rory), Myron McCormick (senatorul Henry), Effie Palmer (dna. Madvig), Elspeth Eric (Opal Madvig), Elizabeth Morgan (operatoarea de telefon), Everett Sloane (Farr), Howard Smith (Jeff), Laura Baxter (Janet Henry), Edgar Barrier (Rusty) Interviu cu gardianul Lewis E. Lawes de la Sing Sing:351 |
| 17 martie 1939     | „Beau Geste”                  | Adaptare după romanul lui P. C. Wren Distribuție: Orson Welles (Beau Geste), Laurence Olivier (John Geste), Noah Beery (sergentul Lajaune), Naomi Campbell (Isobel), Isabel Elson (Lady Brandon) Interviu cu J. Alphonse de Redenet, legionar francez:351:54 |
| 24 martie 1939     | „Twentieth Century”           | Adaptare după piesa lui Charles Bruce Millholland Distribuție: Orson Welles (Oscar Jaffe), Elissa Landi (Lily Garland), Sam Levene (Owen O'Malley), Ray Collins (Oliver Webb), Gus Schilling (Max Jacobs), Howard Teichmann (impegatul de tren), Edgar Kent (Clark), Everett Sloane și Teddy Bergman (cei doi jucători) Interviu cu agentlul de presă de pe Broadway Richard Maney:351:54 |
| 31 martie 1939     | „Show Boat”                   | Adaptare după romanul Ednei Ferber Distribuție: Orson Welles (cpt. Andy Hawks), Edna Ferber (Parthy Ann Hawks), Margaret Sullavan (Magnolia), Helen Morgan (Julie), William Johnstone (Gaylord Ravenal), Ray Collins (Windy), Grace Cotten (Kim), Everett Sloane (Schultzy) Interviu cu Edna Ferber:351–352:54 |
| 7 aprilie 1939     | „Les Misérables”              | Adaptare după romanul lui Victor Hugo Distribuție: Orson Welles (Javert), Walter Huston (Jean Valjean); cu Ray Collins, Everett Sloane, Edgar Barrier, Alice Frost, William Alland, Richard Wilson, alții:352 |
| 14 aprilie 1939    | „The Patriot”                 | Adaptare după romanul lui Pearl S. Buck Distribuție: Orson Welles (I-wan), Anna May Wong (Peony) Interviu cu Pearl S. Buck:352 |
| 21 aprilie 1939    | „Private Lives”               | Adaptare după piesa lui Noël Coward Distribuție: Orson Welles (Elyot Chase), Gertrude Lawrence (Amanda Prynne), Naomi Campbell (Sibyl Chase), Robert Speaight (Victor Prynne), Edgar Barrier (directorul hotelului) Interviu cu Gertrude Lawrence:352:55 |
| 28 aprilie 1939    | „Black Daniel”                | O repovestire a piesei The Devil and Daniel Webster a lui Stephen Vincent Benét, realizată de Honoré Morrow Distribuție: Orson Welles (Daniel Webster), Joan Bennett (Carolyn LeRoy); cu Ray Collins, Everett Sloane, William Alland, alții:352 |
| 5 mai 1939         | „Wickford Point”              | Adaptare după romanul lui John P. Marquand Distribuție: Orson Welles (Jim Calder); cu Agnes Moorehead, Ray Collins, Everett Sloane, Paul Stewart, Carl Frank, alții Interviu cu John P. Marquand:352:55 |
| 12 mai 1939        | „Our Town”                    | Adaptare după piesa lui Thornton Wilder Distribuție: Orson Welles (regizorul); cu Patricia Newton, Agnes Moorehead, Ray Collins, John Craven, Effie Palmer, Everett Sloane, Parker Fennelly:352:55 |
| 19 mai 1939        | „The Bad Man”                 | Adaptare după piesa lui Porter Emerson Browne Distribuție: Orson Welles (Pancho Lopez), Ida Lupino (Lucia Pell), Frank Readick (Gilbert Phebbs), Ray Collins (unchiul Phipps), William Alland (Morgan Pell), Diana Stevens (Dot), Everett Sloane (Louie), Edward Jerome (Pedro) Interviu cu Ida Lupino:352:55 |
| 26 mai 1939        | „American Cavalcade”          | „The Things We Have”, despre marele vis al libertății americane, de Orson Welles Distribuție: Orson Welles (James Scott, prof. Shurtz, O'Shaughnessy, britanicul, John Brown), Cornelia Otis Skinner (Mary Scott, Frau Shurtz, Lady Townsend, poloneza, Susan B. Anthony); cu Frank Readick, Kenneth Delmar, Ray Collins, Agnes Moorehead, Paul Stewart, Kingsley Colton, William Harrigan, Howard Smith Interviu cu Cornelia Otis Skinner:352–353:56 |
| 2 iunie 1939       | „Victoria Regina”             | Adaptare după piesa lui Laurence Housman Distribuție: Orson Welles (prințul Albert), Helen Hayes (regina Victoria); cu Eustace Wyatt, Ray Collins, Brenda Forbes, Agnes Moorehead, Alfred Shirley, Virginia Welles (ca Anna Stafford) Interviu cu Helen Hayes:353:56 |
| 10 septembrie 1939 | „Peter Ibbetson”              | Adaptare după romanul lui George du Maurier Distribuție: Orson Welles (Peter Ibbetson), Helen Hayes (Mary, ducesa de Towers), John Emery (col. Ibbetson), Agnes Moorehead (dna. Deane), Vera Allen (Madame Seraskier), Everett Sloane (Crockett), Eustace Wyatt (gardianul), Ray Collins (guvernatorul), George Coulouris (capelanul), Edgar Barrier (judecătorul), Richard Wilson (Turnkey), Kingsley Colton (copilul Peter), Betty Philson (fetița Mary):353 |
| 17 septembrie 1939 | „Ah, Wilderness!”             | Adaptare după piesa lui Eugene O'Neill Distribuție: Orson Welles (Richard Miller), Ray Collins (Nat Miller), Arlene Francis (Muriel McComber), Agnes Moorehead (Lily Wilson), Everett Sloane (Sid Davis), Joseph Cotten, Paul Stewart, Richard Wilson,:354:56 Eda Heinemann, Frank Readick, Joan Tetzel, Ted Reid Welles prezintă timp de cinci minute personalitatea lui George Jean Nathan, căruia O'Neill i-a dedicat piesa |
| 24 septembrie 1939 | „What Every Woman Knows”      | Adaptare după piesa lui J. M. Barrie Distribuție: Orson Welles (John Shand), Helen Hayes (Maggie Wylie), Alred Shirley (Alick Sylie), Everett Sloane (David Wylie), Agnes Moorehead (contesa), Naomi Campbell (Lady Sybil), Eustace Wyatt (dl. Venables), Ray Collins (Willy Cameron):354:57 |
| 1 octombrie 1939   | „The Count of Monte Cristo”   | Adaptare după romanul lui Alexandre Dumas Distribuție: Orson Welles (Edmond Dantés, contele), Ray Collins (Caderousse), Everett Sloane (abatele Faria), Frank Readick (Villefort), George Coulouris (Danglars), Edgar Barrier (Mondego), Richard Wilson (un temnicer), Agnes Moorehead (Mercédès):354:57 |
| 8 octombrie 1939   | „Algiers”                     | Adaptare după scenariul lui John Howard Lawson și James M. Cain Distribuție: Orson Welles (Pepe Le Moko), Paulette Goddard (Gaby):354:57 |
| 15 octombrie 1939  | „Escape”                      | Adaptare după piesa lui John Galsworthy Distribuție: Orson Welles (Matt Denant), Wendy Barrie (doamna din hotel), Ray Collins (victima /polițistul, judecătorul iertător, fermierul neiertător), Jack Smart (alt polițist, Farmhand), Edgar Barrier (preot, taximetrist), Bea Benaderet (fata din parc, femeia de la picnic), Harriet Kay (camerista), Mabel Albertson (Bessie), Benny Rubin (bărbatul de la picnic):354:57 |
| 22 octombrie 1939  | „Liliom”                      | Adaptare după piesa lui Ferenc Molnár Distribuție: Orson Welles (Liliom), Helen Hayes (Julie), Agnes Moorehead (dna. Muskat), Joan Tetzell (Marie), Frank Readick (Ficsur), Bill Adams (șeriful), Joseph Cotten (casierul), Betty Philson (Louise):354:58 |
| 29 octombrie 1939  | „The Magnificent Ambersons”   | Adaptare după romanul lui Booth Tarkington Distribuție: Orson Welles (George Amberson Minafer), Walter Huston (Eugene Morgan), Nan Sunderland (Isabel Amberson), Ray Collins (Fred Amberson), Eric Burtis (tânărul George Minafer), Marion Burns (Lucy Morgan), Everett Sloane (Archie Malloch Smith), Richard Wilson (reverendul Malloch Smith), Bea Benaderet (dna. Foster) Interviu cu Walter Huston și Nan Sunderlund, dna. Walter Huston:354:58 |
| 5 noiembrie 1939   | „The Hurricane”               | Adaptare după romanul lui Charles Nordhoff și James Norman Hall Distribuție: Orson Welles (Eugene de Laage), Mary Astor (Germaine de Laage), Ray Collins (pr. Paul), Everett Sloane (cpt. Nagle), Edgar Barrier (Terangi), Bea Benaderet (Marani), Eric Burgess (Mako):355:58 |
| 12 noiembrie 1939  | „The Murder of Roger Ackroyd” | Adaptare după romanul Agathei Christie Primul din mai multe episoade dramatizate de Herman J. Mankiewicz Distribuție: Orson Welles (Hercule Poirot, dr. James Sheppard), Edna May Oliver (Caroline Sheppard), Alan Napier (Roger Ackroyd), Brenda Forbes (dna. Ackroyd), George Coulouris (inspectorul Hempstead), Ray Collins (dl. Raymond), Everett Sloane (majordomul Parker) Interviu cu Edna May Oliver:355:59 |
| 9 noiembrie 1939   | „The Garden of Allah”         | Adaptare după romanul lui Robert Hichens Distribuție: Orson Welles (Boris Androvsky), Madeleine Carroll (Domini Enfilden), Everett Sloane (contele Anteoni), George Coulouris (părintele Roubier), Ray Collins (lt. de Trevignac):355:59 |
| 26 noiembrie 1939  | „Dodsworth”                   | Adaptare realizată de Herman J. Mankiewicz după romanul lui Sinclair Lewis și piesa lui Sidney Howard:242 Distribuție: Orson Welles (Sam Dodsworth), Fay Bainter (Fran Dodsworth), Nan Sunderland (Edith Cortright), Dennis Green (mr. Lockert), Edgar Barrier (Kurt von Obersdorf), Ray Collins (Tubby), Natasha Latische (Mme. de Penalbe), Brenda Forbes (baroneasa) Fay Bainter și Nan Sunderland și-au reluat rolurile din spectacolul original de pe Broadway:355:59 |
| 3 decembrie 1939   | „Lost Horizon”                | Adaptare după romanul lui James Hilton Distribuție: Orson Welles (părintele Perrault/Marele Lama), Sigrid Gurie (chinezoaica):356:59 |
| 10 decembrie 1939  | „Vanessa”                     | Adaptare după romanul lui Hugh Walpole Distribuție: Orson Welles (Benjie), Helen Hayes (Vanessa, Judith), Alfred Shirley (Adam), Eustce Wyatt (unchiul Will), Kingsley Colton (fiul lui Benjie):356 |
| 17 decembrie 1939  | „There's Always a Woman”      | Adaptare după scenariul lui Gladys Lehman Ultimul episod dramatizat de John Houseman Distribuție: Orson Welles (Bill Reardon), Marie Wilson (Sally Rerdon), Ray Collins (Nicky Shane), Everett Sloane (majordomul Grigson), Edgar Barrier (Jerry Marlow), Mary Taylor (Lola Fraser), Georgia Backus (Ann Calhoun), Frank Readick (procurorul), Richard Wilson (Walter Fraser):356:59 |
| 24 decembrie 1939  | „A Christmas Carol”           | Adaptare după nuvela lui Charles Dickens Distribuție: Orson Welles (naratorul), Lionel Barrymore (Ebenezer Scrooge); cu Everett Sloane (Fantoma lui Marley), Frank Readick (Bob Cratchit), Erskine Sanford (Fezziwig), George Coulouris (Fantoma Crăciunului Prezent), Ray Collins, Georgia Backus (dna. Cratchit), Bea Benaderet (Martha Cratchit), Edgar Barrier.:356:60 |
| 31 decembrie 1939  | „Come and Get It”             | Adaptare după romanul lui Edna Ferber Distribuție: Everett Sloane (naratorul), Orson Welles (Barney), Frances Dee (Lotta):356 |
| 7 ianuarie 1940    | „Vanity Fair”                 | Adaptare după romanul lui William Makepeace Thackeray Dramatizare de Herman J. Mankiewicz:242 Distribuție: Orson Welles (marchizul), Helen Hayes (Becky Sharp), John Hoysradt (Rawdon Crawley), Agnes Moorehead (Miss Crawley), Naomi Campbell (Amelia Sedley):357:60 |
| 14 ianuarie 1940   | „Theodora Goes Wild”          | Adaptarea unei povești originale a lui Mary McCarthy și a scenariului lui Sidney Buchman Distribuție: Orson Welles (Michael Grant), Loretta Young (Theodora Lynn), Ray Collins (Jed Waterbury), Mary Taylor (dna. Stevenson), Clara Blandick (mătușa Rebecca), Frank Readick (Arthur Stevenson):358:60 |
| 21 ianuarie 1940   | „The Citadel”                 | Adaptare după romanul lui A. J. Cronin Distribuție: Orson Welles (Andrew Manson), Geraldine Fitzgerald (Christine), Everett Sloane (dr. Ivory), Mary Taylor (dna. Laurence), Ray Collins (rectorul), Edgar Barrier (dr. Freedman), George Coulouris (dr. Denny), Georgia Backus (dna. Higgins), Robert Coote (dr. Fred Hampton):358:60 |
| 28 ianuarie 1940   | „It Happened One Night”       | Adaptare după povestirea lui Samuel Hopkins Adams și scenariul de film al lui Robert Riskin Distribuție: Orson Welles (dl. Andrews), William Powell (Peter Grant), Miriam Hopkins (Ellie Andrews); cu Everett Sloane, Ray Collins, John Houseman, Virginia Gordon, Richard Wilson, Benny Rubin:358:61 |
| 4 februarie 1940   | „Broome Stages”               | Adaptare după romanul lui Clemence Dane Distribuție: Orson Welles (Harry Broome, Edmond Broome), Helen Hayes (Donna Broome), John Hoysradt (Steven Broome):358:61 |
| 11 februarie 1940  | „Mr. Deeds Goes to Town”      | Adaptare după povestirea „Opera Hat” a lui Clarence Budington Kelland și după scenariul de film al lui Robert Riskin Distribuție: Orson Welles (Longfellow Deeds), Gertrude Lawrence (Brenda Bennett), Everett Sloane (John Cedar), Paul Stewart (Cornelius Cobb), Frank Readick (judecătorul), Edgar Barrier (dl. Buddington), Agnes Moorehead (o femeie confuză), Jane Hauston (o femeie confuză), Ernest Chappell (vechilul), Edwin C. Hill (Ernest Chappell); cu Richard Wilson, Howard Teichmann și Joseph Cotten ca figuranți:358:61 |
| 18 februarie 1940  | „Dinner at Eight”             | Adaptare după piesa lui George S. Kaufman și Edna Ferber Distribuție: Orson Welles (Dan Packard, Larry Renault), Marjorie Rambeau (Carlotta Vance), Hedda Hopper (Millicent Jordan), Lucille Ball (Kitty Packard), Charles Trowbridge (Oliver Jordan), Clara Blandick (Hattie Loomis), Mary Taylor (Paula Jordan), Edgar Barrier (dr. Talbot), Benny Rubin (agentul Max):359:61 |
| 25 februarie 1940  | „Only Angels Have Wings”      | Adaptare după povestirea lui Howard Hawks și scenariul lui Jules Furthman Distribuție: Orson Welles (Geoff Carter), Joan Blondell (Bonnie Lee), Regis Toomey (copilul), Edmond McDonald (Les Peters), Edgar Barrier (Ashton Stevens), George Coulouris (Dutchy), William Alland (Joe Souther), Richard Baer (Tex), Richard Wilson (Pete):359:62 |
| 3 martie 1940      | „Rabble in Arms”              | Adaptare după romanul lui Kenneth Roberts Distribuție: Orson Welles (Benedict Arnold), Frances Dee (Ellen Phipps), George Coulouris (cpt. Peter Merrill), Robert Warwick (cpt. Nason), Richard Baer (Huck), Edward Donahue (Guy), Richard Wilson (Scott Flick), Georgia Backus (Madame):359:62 |
| 10 martie 1940     | „Craig's Wife”                | Adaptare după piesa lui George Kelly Distribuție: Orson Welles (Walter Craig), Ann Harding (Harriet Craig), Janet Beecher (Miss Austen), Mary Taylor (Ethel Landreth), Regis Toomey (Billy Birkmire), Clara Blandick (dna. Harold), Bea Benaderet (Mazie), Richard Baer (polițist):359:62 |
| 17 martie 1940     | „Huckleberry Finn”            | Adaptare după romanul lui Mark Twain Dramatizare de Herman J. Mankiewicz:242 Distribuție: Orson Welles (Dauphin, Huckleberry Finn), Jackie Cooper (Huckleberry Finn), Walter Catlett (Duke), Clarence Muse (Jim):359:62 |
| 24 martie 1940     | „June Moon”                   | Adaptare după piesa lui Ring Lardner și George S. Kaufman Distribuție: Orson Welles (vânzătorul de bomboane din tren), Jack Benny (Fred Stevens), Benny Rubin (Maxie Schwartz), Gus Schilling (Paul Sears), Bea Benaderet (Lucille Sears), Lee Patrick (Eileen), Virginia Gordon (Edna Baker):360:62 |
| 31 martie 1940     | „Jane Eyre”                   | Adaptare după romanul lui Charlotte Brontë Distribuție: Orson Welles (dl. Rochester), Madeleine Carroll (Jane Eyre), Cecilia Loftus (dna. Fairfax), Robert Coote (dl. Brocklehurst), Serita Whooton (tânăra Jane), George Coulouris (hangiul), Edgar Barrier (preotul):360:62 |

## Legături externe
- Campbell Playhouse at the Internet Archive
- The Campbell Playhouse: Script of A Christmas Carol (December 24, 1939) (full text)
- Mercury Theatre site with Campbell Playhouse shows Arhivat în 27 octombrie 2010, la Wayback Machine.
- Campbell Summer Soundstage la Internet Movie Database
- The Definitive: Guide to The Campbell Playhouse Arhivat în 20 mai 2014, la Wayback Machine.
- Frank M. Passage's Campbell Playhouse log Arhivat în 3 martie 2016, la Wayback Machine.
- Zoot Radio, free old time radio show downloads of The Campbell Playhouse